# Ізабела Олександра Вишневецька
Ізабела Олександра Вишневецька (бл. 1559 — після 1612) — представниця українського магнатського та князівського роду, меценатка.

## Життєпис
Походила з впливового роду князів Вишневецьких. Третя донька князя та волинського воєводи Андрія Вишневецького та Євфимії Вержбицької. Здобула гарну освіту. 

### Перший шлюб
У 1580 році стала дружиною князя Юрія Чорторийського. Як посаг привнесла чоловікові значні кошти. Після смерті батька у 1584 році відповідно до його заповіту отримала частину замку й міста Вишнівець, замок і місто Андріїв з фільварками, Лозами, Підгайцями, Бобрівцями і Таражем. Незабаром місто Андріїв Олександра перейменувала на Олексинець (сучасне село Новий Олексинець).
У 1598 році разом з чоловіком перейшла з православ'я до уніатства, прийнявши ім'я Ізабела. Того ж року всю свою частину замку Вишневця, розташовану між частинами князів Костянтина Вишневецького та Михайла і Юрія Вишневецьких, разом з усім Новим містом, передмістям Мухавець і трьома селами Ізабелла Олександра продала кн. Михайлові Вишневецькому.
В шлюбі народила дітей: Олександр (?—1605), Андрій Адріан, Микола Юрій (1603—1662)

### Розлучення
Більшість дослідників вважають, що розлучення з Юрієм Чорторийським відбулося 1605 року, під час перебування її чоловіка в поході до Московського царства у складі війська Лжедмитрія I. Можливо отримала звістку про загибель чоловіка, за іншими відомостями — перейшла до кальвінізму. Втім останнє твердження суперечить діяльності Ізабели Олександри: 1610 року вона записала фундуш для костелу в м. Клевань.
У 1606 році позивалася до Григорія Шостаковського за порушення умов застави маєтку Звиняче Кременецького повіту. Про вирішення суперечки замало відомостей.

### Другий шлюб
У 1610 році вступила в шлюб з Іваном Лагодовським після смерті його першої дружини 1608 або 1609 року. В цьому шлюбі народила 5 дітей:
- Олександр (?—1631)
- Марко (?—1636)
- Микола
- Андрій (?—1653 або 1661) — дерптський підкоморій і бібрецький староста
- Ганна

Остання згадка про Ізабелу Олександру Вишневецьку належить до 1613 року. 